# Audi 80 II
Cet article concerne la deuxième génération de l’Audi 80. Pour des informations générales sur l’Audi 80, consultez Audi 80.
 (janvier 2022).
Si vous disposez d'ouvrages ou d'articles de référence ou si vous connaissez des sites web de qualité traitant du thème abordé ici, merci de compléter l'article en donnant les références utiles à sa vérifiabilité et en les liant à la section « Notes et références ».
L'Audi 80 B2 (Type 81 pour la traction avant ou Type 85 pour la traction intégrale quattro) est un véhicule d'Audi NSU Auto Union AG (Audi AG à partir de 1985) qui a été lancé à la fin de l'été 1978 en tant que deuxième génération de l'Audi 80. Elle a remplacé l'Audi 80 B1.
La Coupé et la Quattro sont dérivées de l'Audi 80 B2. Ces deux modèles ont été présentés au public au printemps 1980.
La gamme de modèles 80 B2 a été remplacée à l'été 1986 par la gamme de modèles Audi 80 B3 (Type 89).

## Historique du modèle

### Général

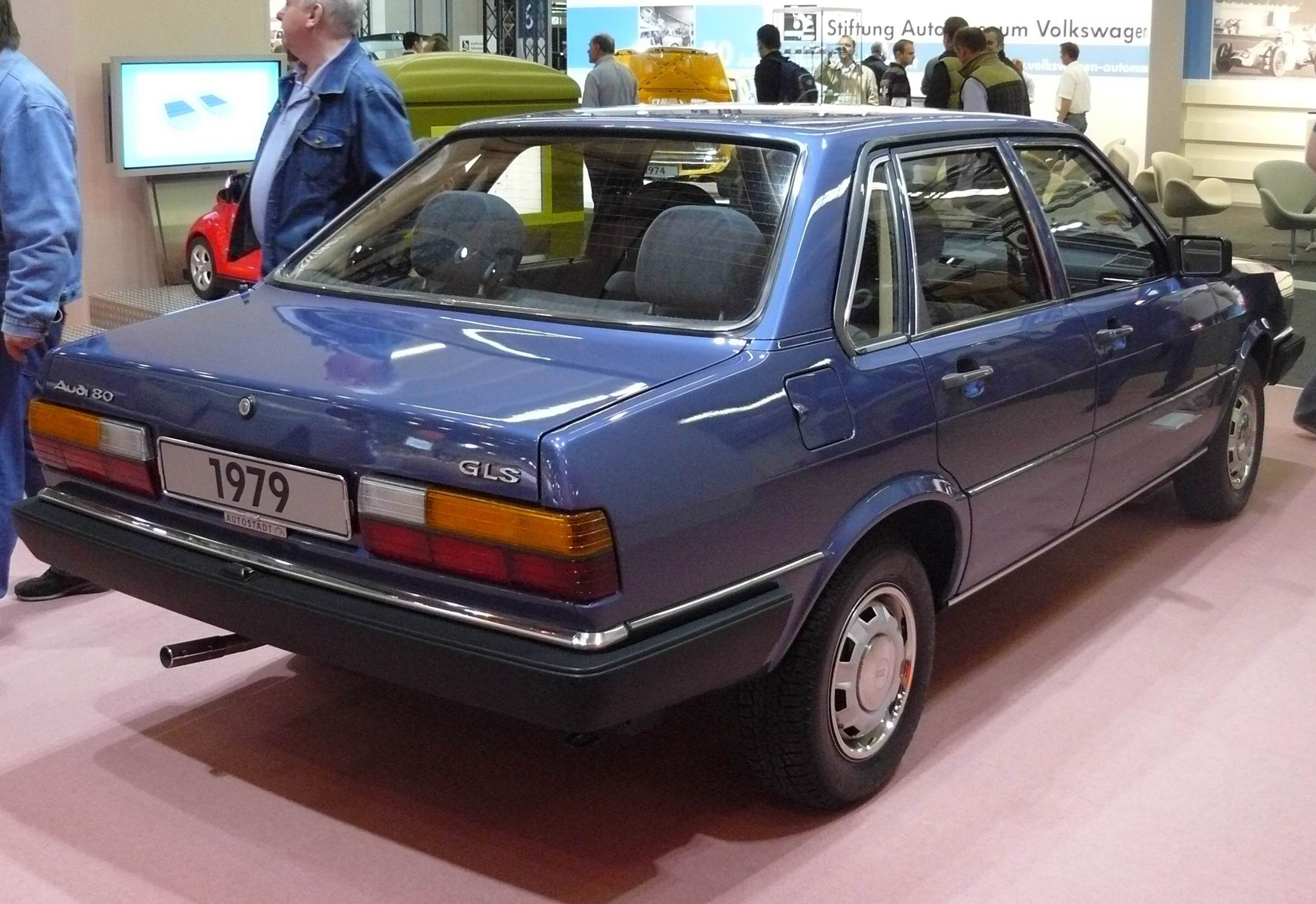
Vue arrière

L'Audi 80 B2 est présentée au public en septembre 1978. Cette gamme de l'Audi 80 était proposée en berline deux et quatre portes. La deux portes n'a été livrée qu'au printemps 1979.
Par rapport au modèle précédent, la carrosserie a grossi. La forme a d'abord été dessinée par le designer Claus Luthe; après son passage d'Audi à BMW, l'apparence a été fortement révisée par Giorgetto Giugiaro. Le châssis avec, des jambes de force MacPherson et des triangles sur le châssis avant et un axe de manivelle de torsion rigide à l'arrière, une direction à pignon et crémaillère et des freins à commande hydraulique (freins à disque à l'avant et généralement des freins à tambour à l'arrière) est resté fondamentalement le même.
En août 1980, un modèle diesel d'une cylindrée de 1,6 litre est ajouté à la gamme.
Comme de nombreux véhicules d'Audi et de Volkswagen, la B2 a également été proposée en tant que "Formel E" à partir de février 1981. Cette version à économie d'énergie avait une boîte de vitesses standard à cinq rapports avec une cinquième vitesse à rapport élevé pour la réduction de vitesse (appelée «boîte de vitesses 4 + E») et un système start & stop, avec lequel le moteur se coupait, par exemple lors d'un arrêt à un feux de circulation, lorsque l'on appuyait sur un petit bouton sur le levier d'essuie-glace et le moteur redémarrait lorsque les pédales d'embrayage et d'accélérateur étaient enfoncées. Toutefois, l'intérêt du public pour cette variante n'a pas été à la hauteur des attentes, bien qu'elle consomme environ un litre de carburant aux 100 km de moins que le modèle standard. 
En août 1981, la gamme de modèles est réorganisée. À partir de l'été 1981, l'Audi 80 CD avec un moteur cinq cylindres à carburateur de 1,9 litre et 115 ch a été ajoutée à la gamme en tant que modèle le plus sophistiqué. Appuie-tête avant et arrière, tissu en velours de style "nid d'abeille", siège conducteur réglable en hauteur, boîte de vitesses 4+E, tachymètre, accoudoir central à l'arrière, volant à quatre branches en cuir, système de nettoyage des phares, roues en aluminium, couvertures Nirosta sur les pare-chocs, bas de caisse avant couleur carrosserie, gouttières et bandes décoratives mattoxées et les moulures des fentes des fenêtres en Nirosta faisaient partie de la finition CD. L'Audi 80 CD n'était proposée qu'en berline quatre portes.
À partir de février 1982, l'Audi 80 diesel était disponible avec un turbocompresseur, la puissance s'établissant alors à 51 kW (70 ch). Comme particularité, ce moteur était également proposé avec l'équipement CD et seulement dans les modèles quatre portes.
Après l'Audi Quattro présentée en mars 1980, l'Audi 80 quattro 5E de 100 kW (136 ch) apparue en novembre 1982 est la deuxième Audi à transmission intégrale permanente. Extérieurement, elle a été adaptée à l'Audi Coupé B2/Audi quattro. Ce modèle, connu en interne sous le nom de Type 85, était la première berline à traction intégrale d'Audi - et au fil des ans, chaque modèle Audi est également devenu disponible avec, en option, la transmission quattro. Cependant, la part des ventes prévue, 30 %, était loin d'être atteinte, et ce type de transmission n'a joué un rôle significatif chez Audi que des années plus tard.
Le niveau de finition GTE a de nouveau été proposé de février 1983 à mars 1984. Cette fois basée sur le moteur de 1,8 l et 82 kW (112 ch) et équipée d'une boîte à cinq rapports. L'Audi 80 GLE a été supprimée. Seules 3 couleurs étaient proposées pour la GTE de l'année modèle 83, à savoir Alpinweiß, Zermattsilbermetallic et Montegoschwarzmetallic. Les tiers inférieur des portes ont reçu une bande décorative avec le lettrage GTE, les roues standard de 13 pouces en aluminium ont été peintes en Alpinweiß, tout comme les anneaux Audi dans la calandre et les emblèmes à l'arrière.

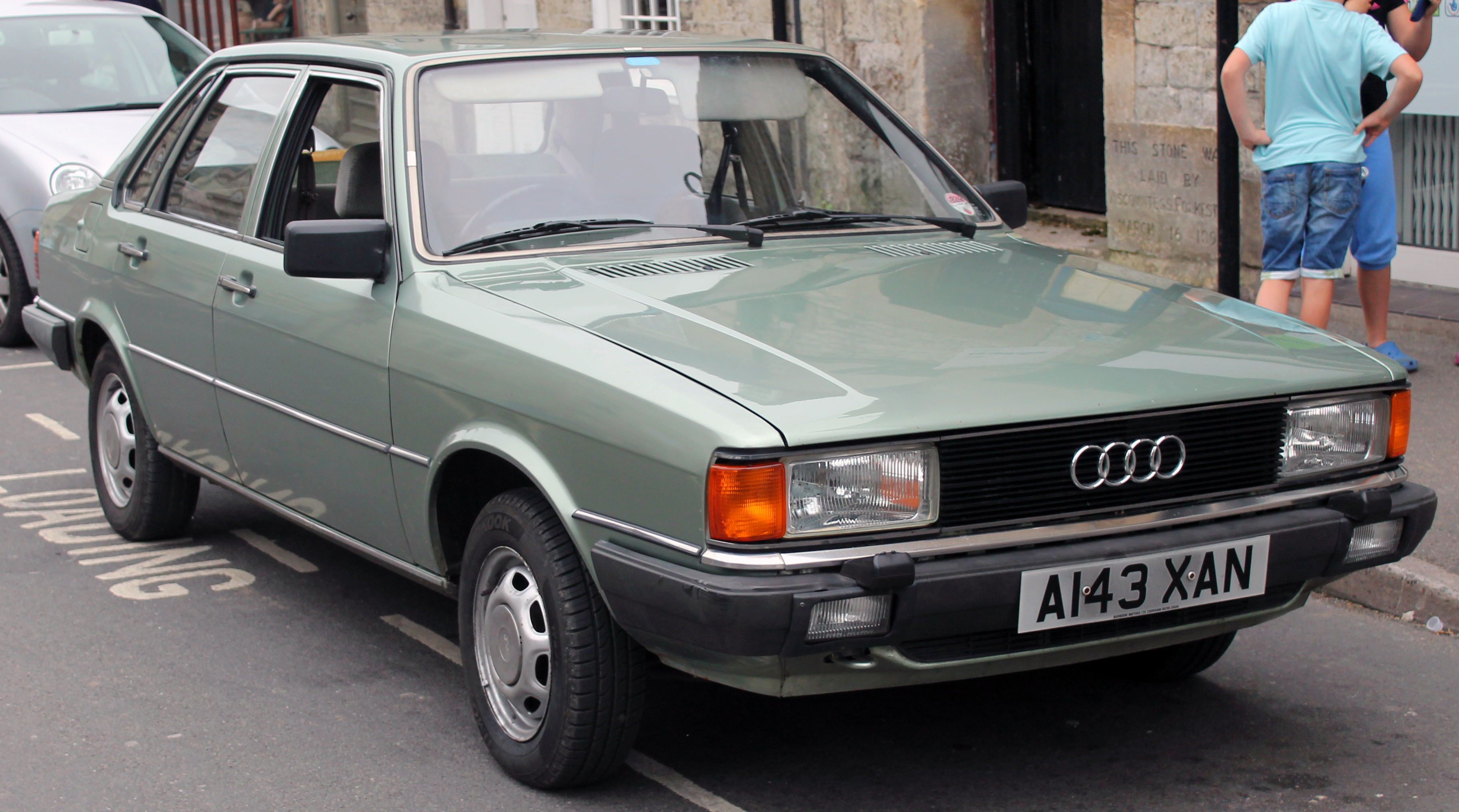
Audi 80 GL
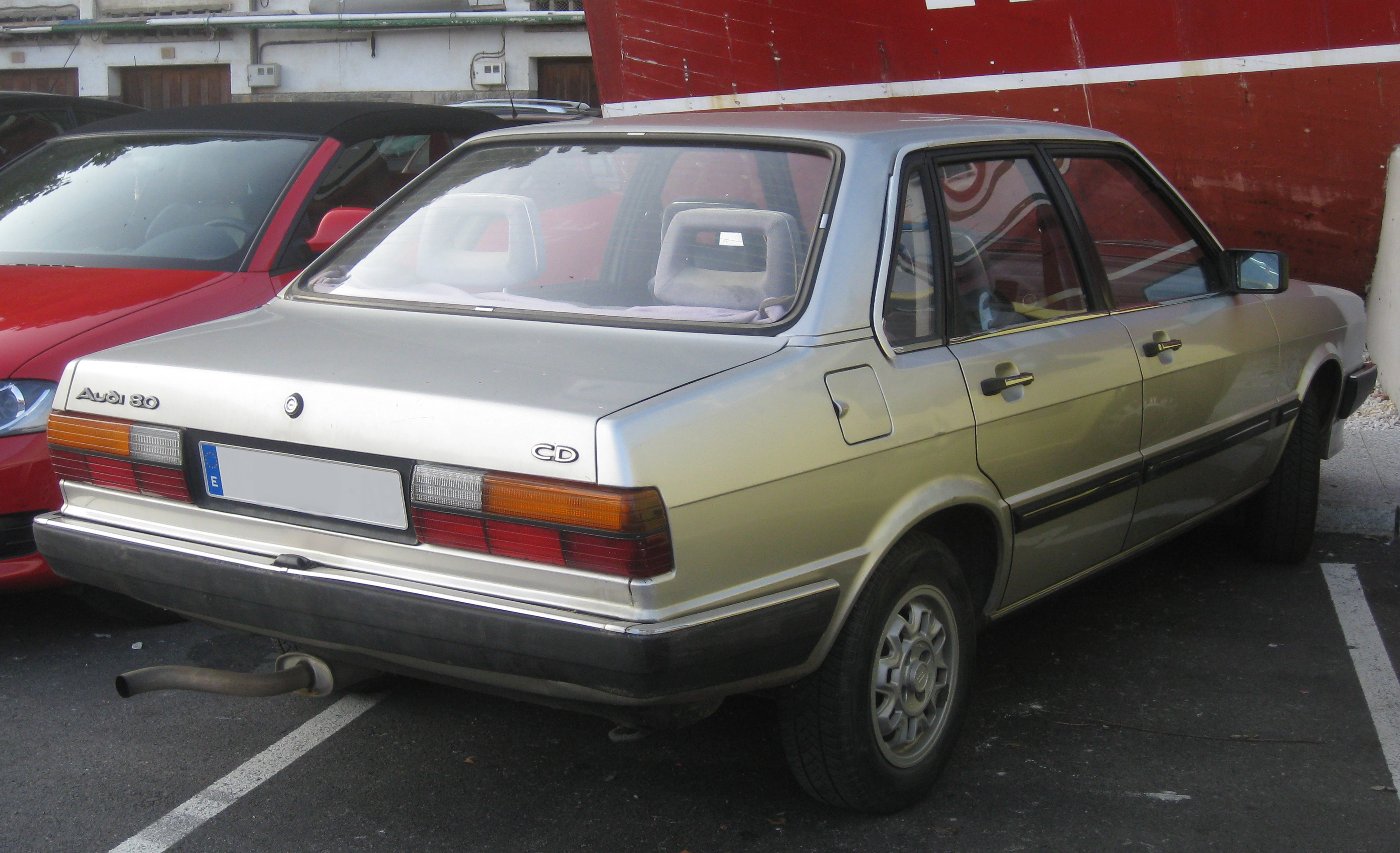
Audi 80 CD, vue arrière
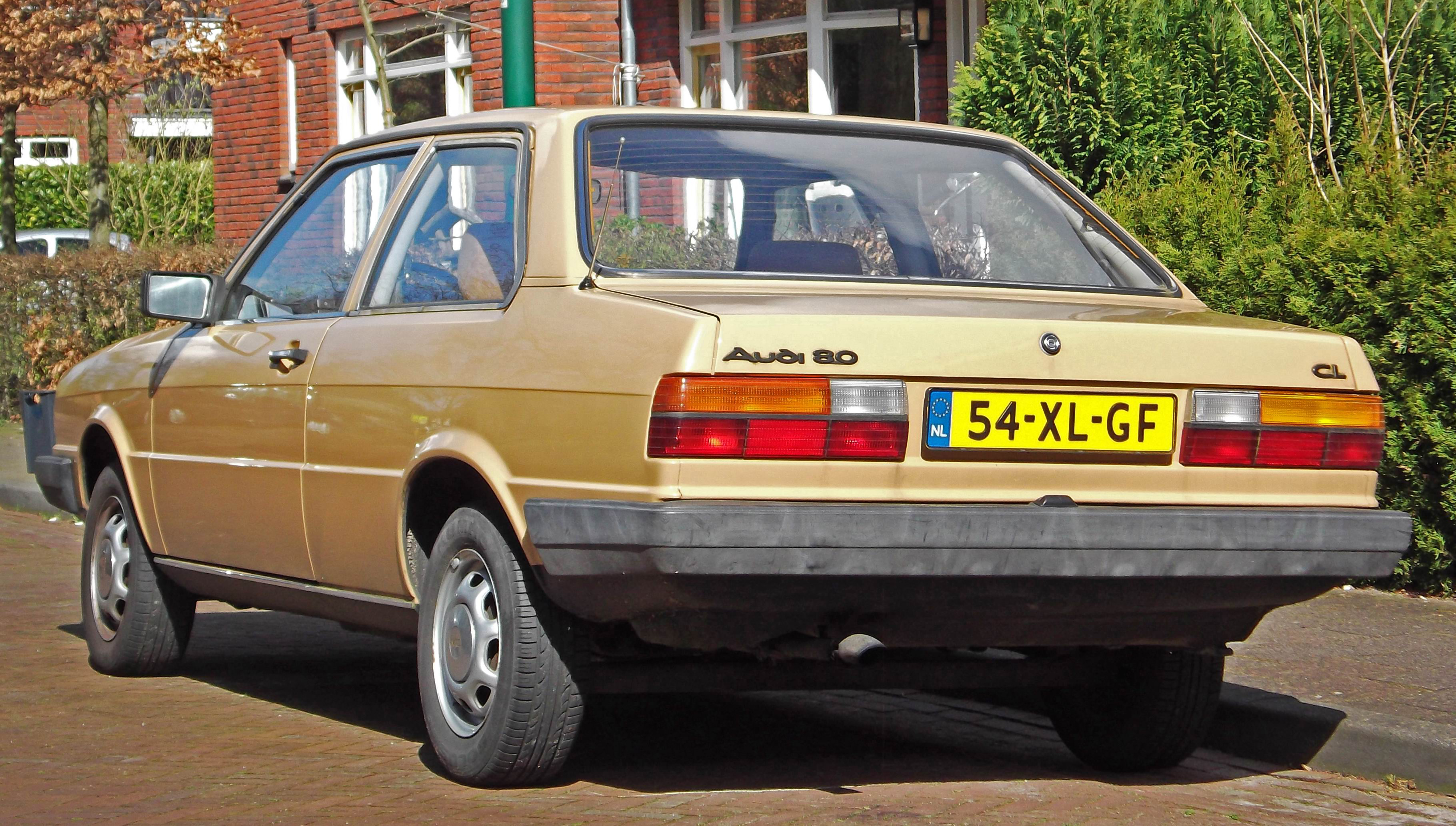
Audi 80 deux portes (1978–1984)
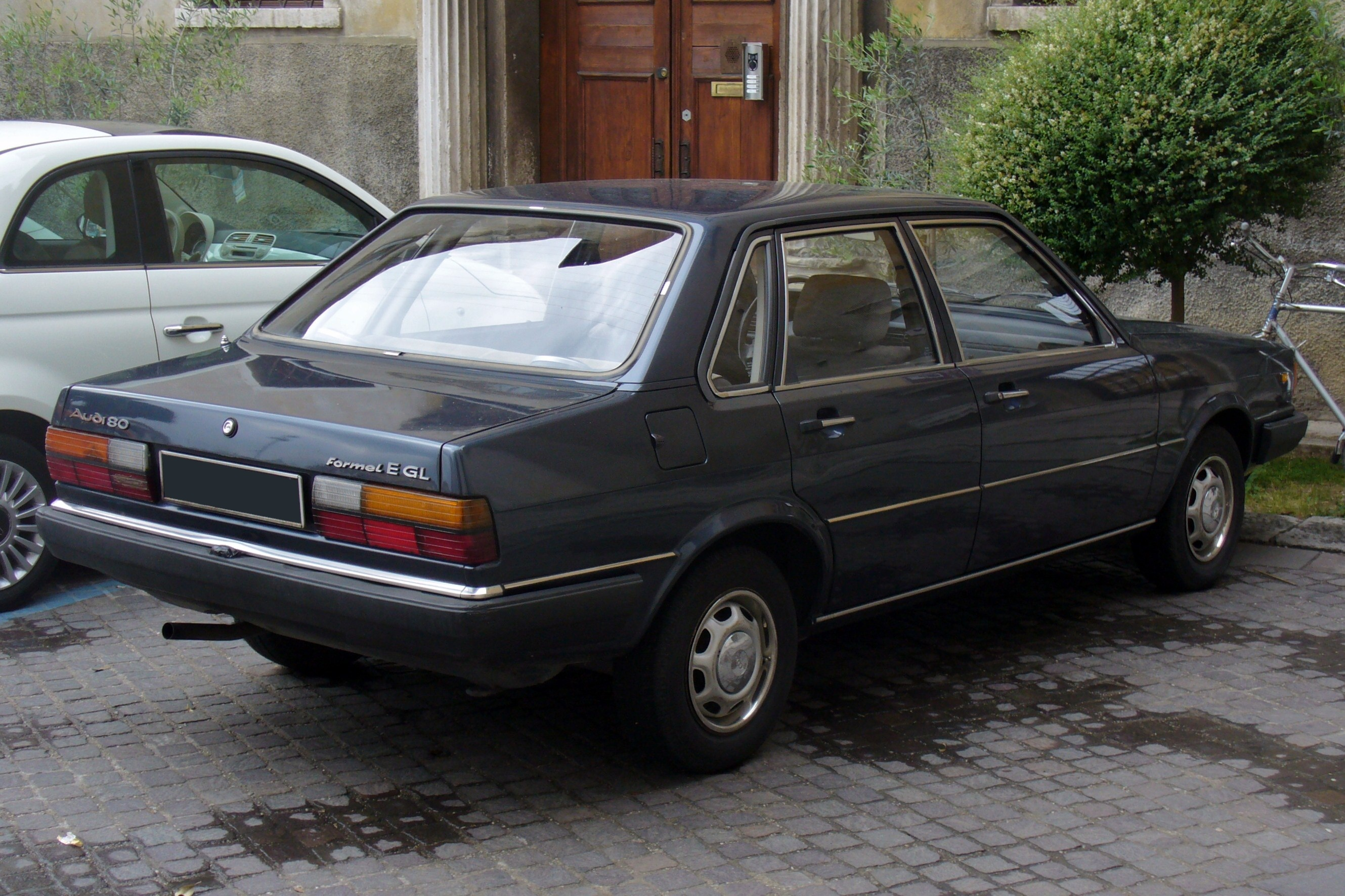
Audi 80 Formel E

### Lifting
En août 1984, un lifting a été effectué (simultanément à celui de l'Audi Coupé B2) : elle a des pare-chocs et des jupes latérales plus larges, les parties avant et arrière sont conçues pour être plus massives et la calandre et les phares sont inclinés pour montrer un air de famille avec la nouvelle Audi 100 C3 alors recarénée. Les feux arrière, désormais en deux parties, ont été agrandis et correspondent donc également à ceux de l'Audi 100 C3; le seuil de chargement a été abaissé jusqu'à la hauteur du pare-chocs. Les feux arrière intérieurs ont donc été intégrés au couvercle du coffre.
À l'intérieur, le tableau de bord et l'habitacle ont été modernisés, de nouveaux tissus et motifs de couleurs ont été introduits et la gamme de modèles a été réorganisée. Les moteurs essence de 1,6 L et 1,8 L ont été renouvelés. Les deux moteurs de 1,8 litre étaient proposés dans la Quattro à traction intégrale. Bien qu'elles ressemblaient à une Type 81, les modèles Quattro ont conservé la désignation Type 85.
L'Audi 80 CS était exclusivement proposée pour les Pays-Bas à partir de 1985. Avec les variantes de moteur de 55 kW (75 ch), bien connues, et une boîte de vitesses à quatre vitesses ou la finition "4+E" avec le moteur de 66 kW (90 ch) et la boîte de vitesses 4+E. Afin de relancer les ventes de l'Audi 80, l'habitacle de l'Audi 80 GTE est proposé en octobre 1985 pour les modèles équipés des moteurs de 75 et 90 ch. Au début, il y avait six couleurs extérieures (Amazonasblaumetallic et Zermattsilbermetallic), et à partir de 1986, il y en avait quatre (Tornadorot, Alpinweiß, Steingraumetallic et Graphitmetallic). L'équipement standard était le même que celui de la GTE à l'exception des instrumentations supplémentaires. Presque tous les moteurs de ce modèle ont pu être livrés à partir d'avril 1986.
En même temps que la révision, un modèle sœur a été ajouté à l'Audi 80, l'Audi 90. Les moteurs cinq cylindres, bien connus, étaient désormais réservés à ces modèles améliorés et plus luxueux, qui ont reçu des matériaux de meilleure qualité à l'intérieur et des inserts en acier inoxydable sur les bandes de pare-chocs, ainsi que les phares à large bande, les pare-chocs et les seuils plus volumineux de l'Audi Coupé GT. L'Audi 90 était également disponible en version quattro. L'Audi 90 turbo diesel jouait plutôt un rôle secondaire sur le marché - c'était la seule Audi 90 à avoir un moteur quatre cylindres.
En août 1986, la production de la B2 est arrêtée au profit de sa successeur (nommée Type 89 interne).

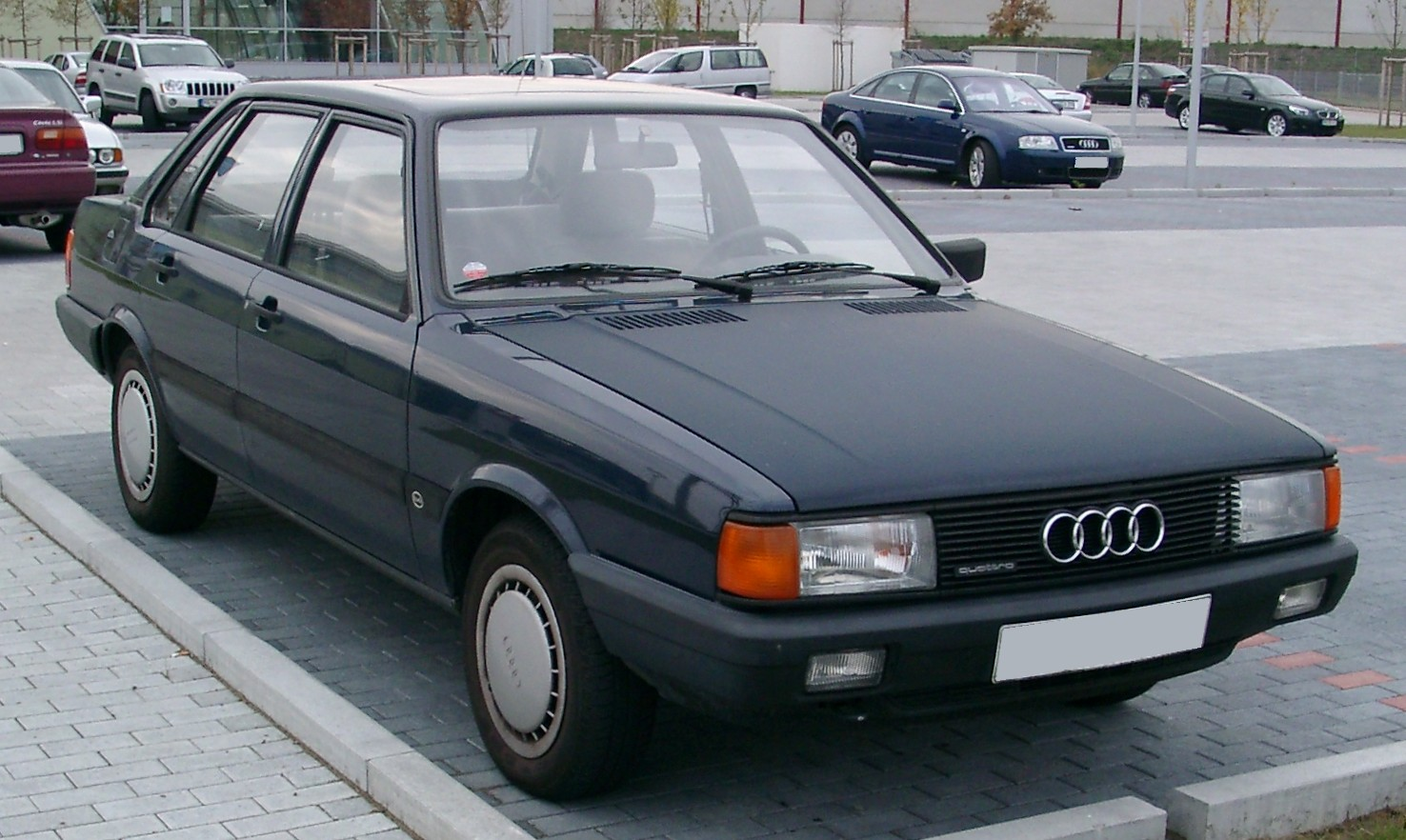
Audi 80 (1984–1986)
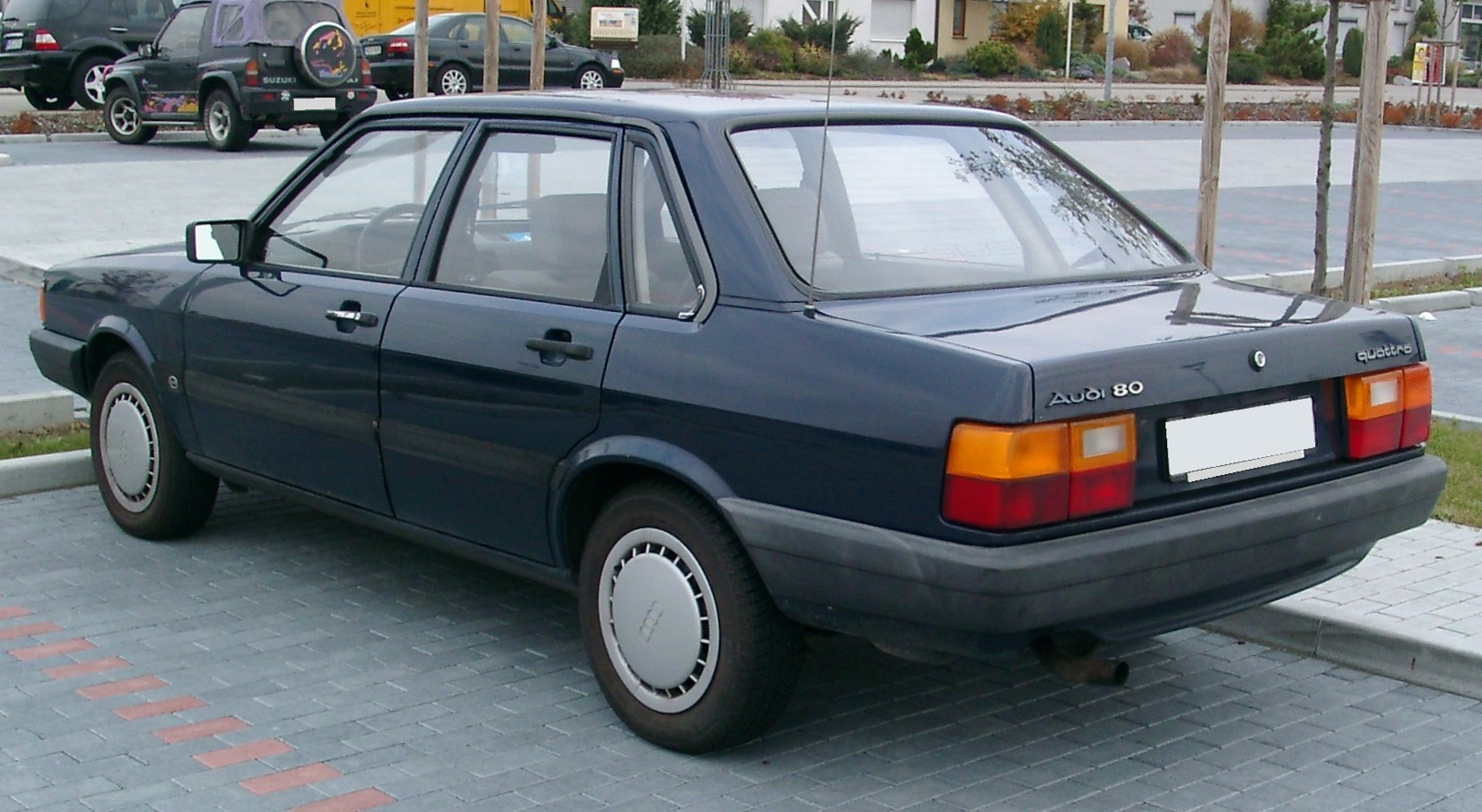
Audi 80, vue arrière (1984–1986)
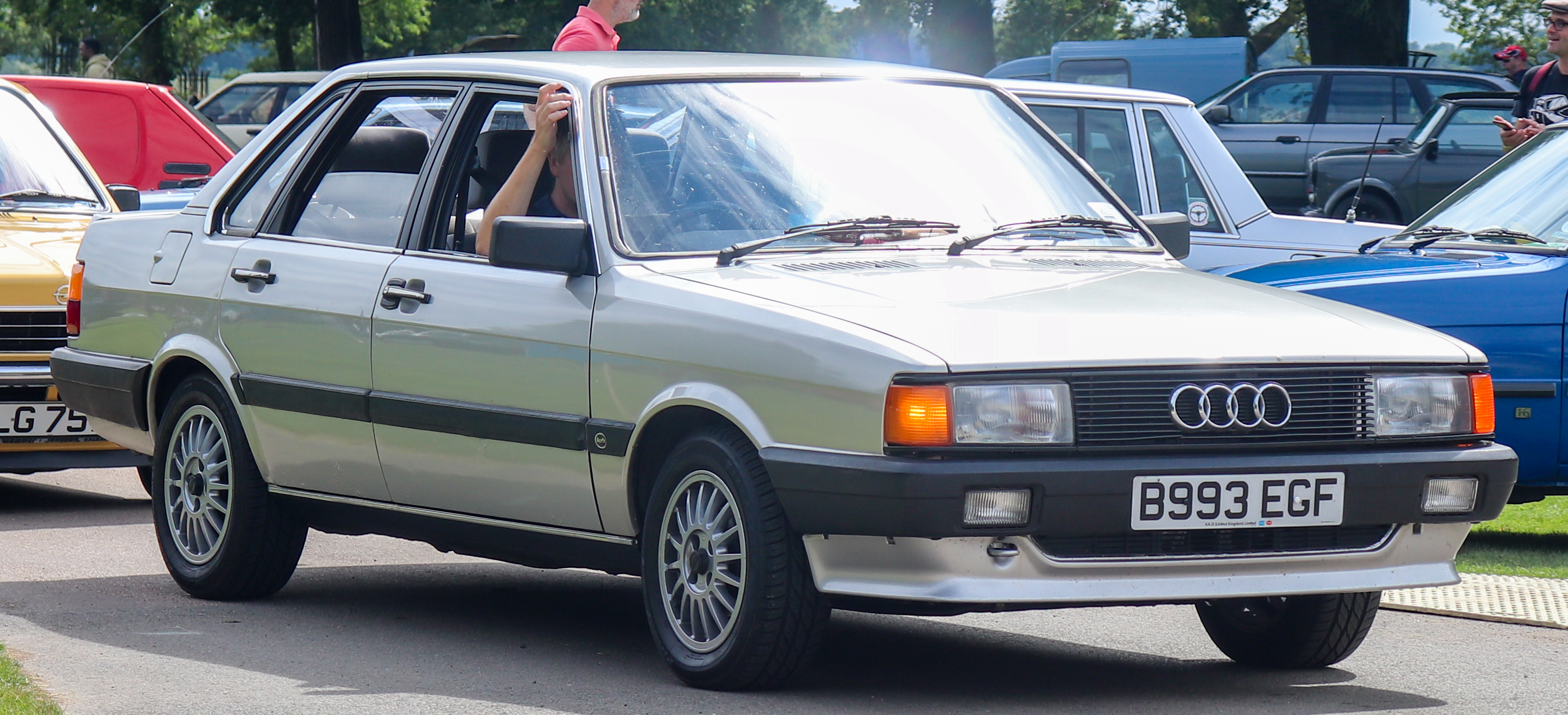
Audi 80 GL (1986)
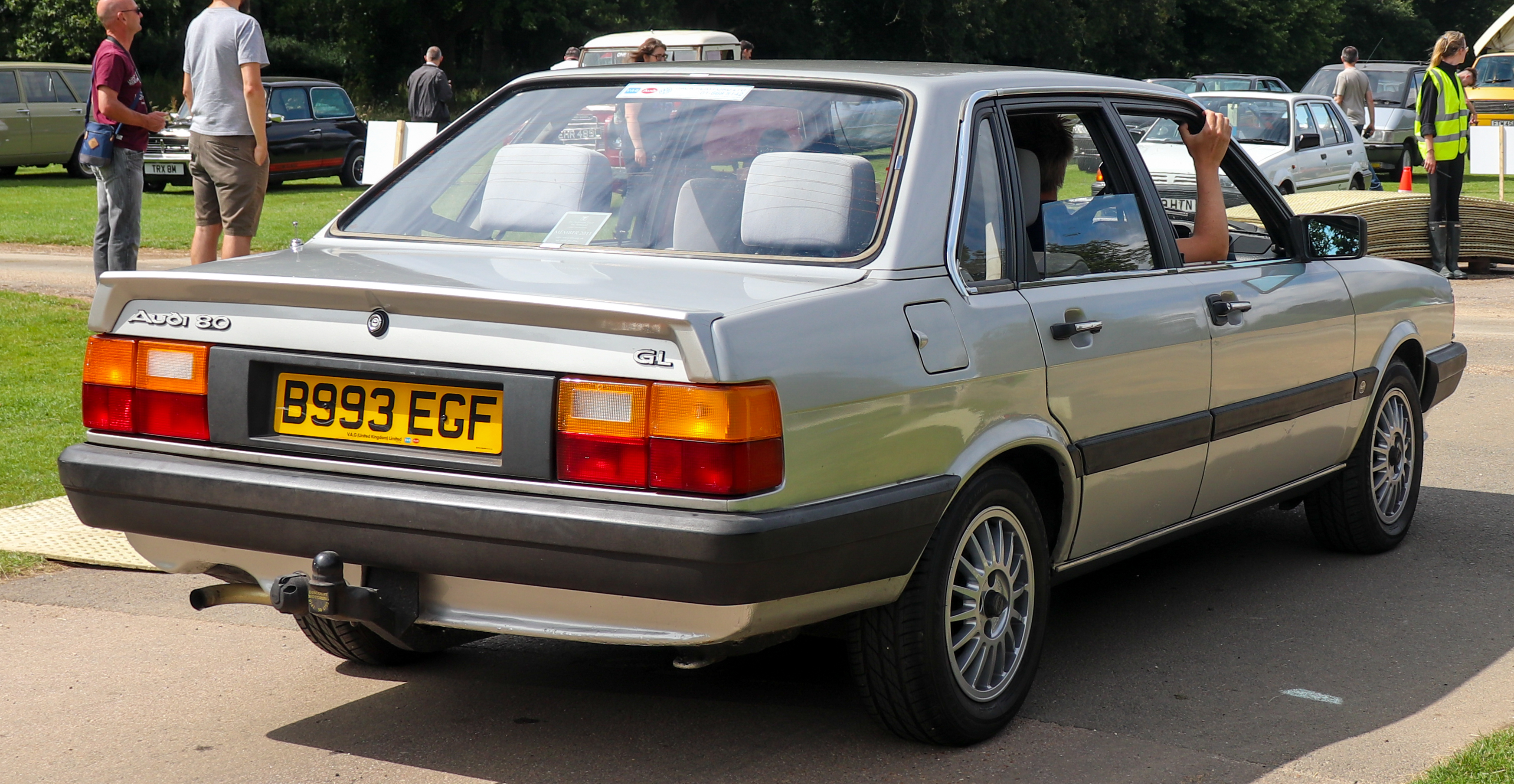
Audi 80 GL (1984–1986)
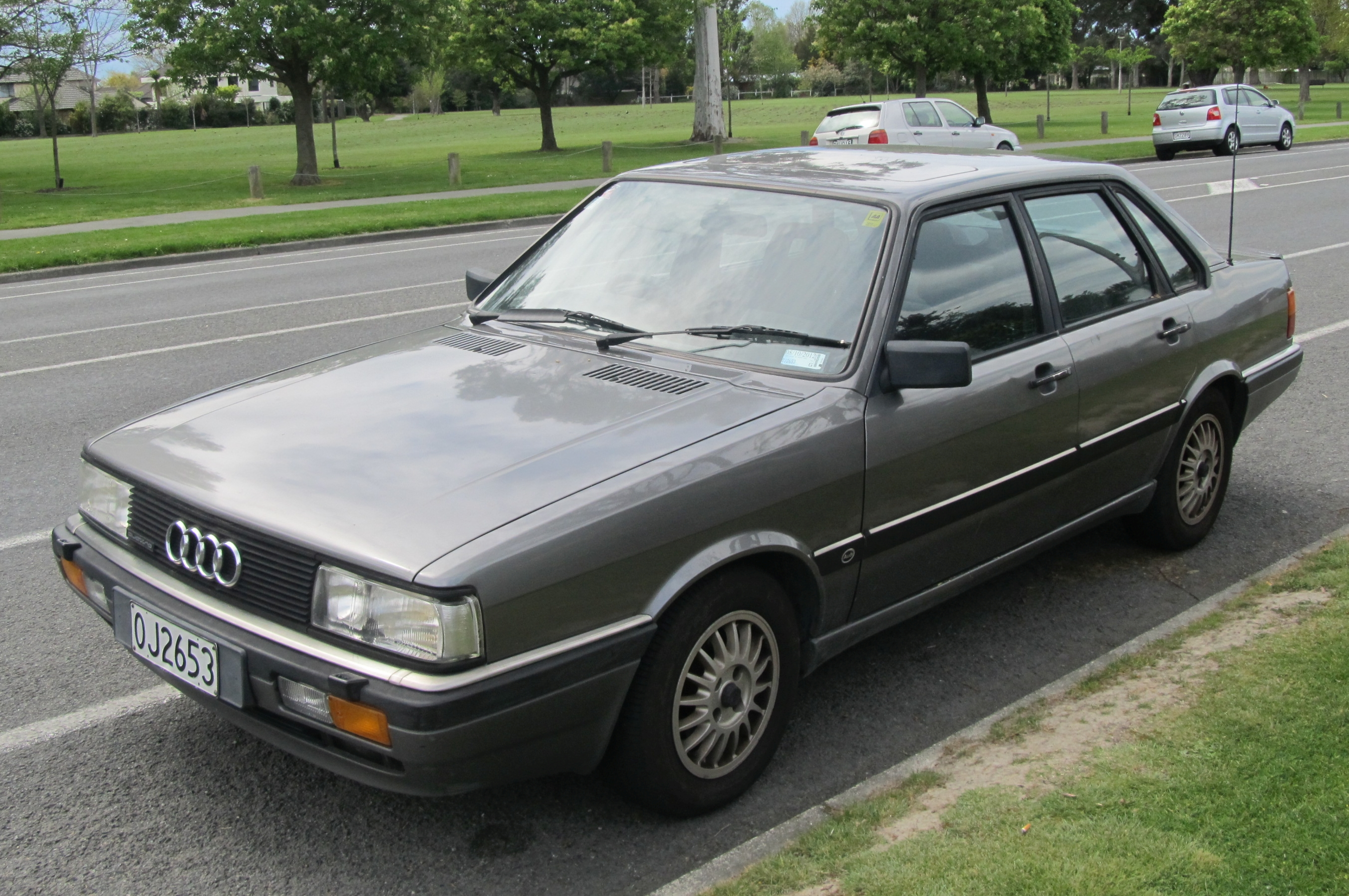
Audi 90 (1984–1986)

### Anecdotes
En raison de retards initiaux dans le démarrage de la production en série, certains véhicules de pré-série ont été livrés aux concessionnaires en tant que véhicules de démonstration. Elles différaient du modèle de série par un faisceau de câbles différent, l'utilisation d'accessoires de couleurs carrosseries (poignées de porte, etc.) et d'unités légèrement différentes, dont certaines provenaient de l'Audi 100 construite à l'époque. De plus, dans la mesure du possible, presque tous les assemblages vissés de ces véhicules étaient réalisés avec des vis à six pans creux, que l'on trouvait encore rarement dans la construction automobile à l'époque.
Tous ces véhicules étaient peints dans la couleur Farbton Inarisilber-Metallic (un vert argenté avec le code couleur VAG L94A), qui était cependant un peu plus jaune sur les véhicules de pré-série que la couleur désignée de manière identique sur les modèles de série. À l'origine non destinés à la vente aux clients, certains de ces véhicules se sont retrouvés sur le marché (d'occasion) par le biais de ventes aux employés. Elles se distinguaient par une protection contre la rouille parfois nettement meilleure que celle du modèle de série, mais aussi par des problèmes permanents d'approvisionnement en pièces de rechange, de réparations électriques et de travaux de peinture.
Dans la série "Eberhoferkimi", une Audi 80 B2 avec un équipement de police spécial peut souvent être considérée comme la voiture de patrouille du personnage principal, Franz. Franz doit supporter la malveillance de cette youngtimer, la voiture est ridiculisée comme une "voiture commémorative de l'inspection de police 1".

## Niveaux de finition

### D'août 1978 à août 1981
- Audi 80 (équipement de base, 40 et 44 kW)
- Audi 80 L (intérieur de haute qualité, 40 et 44 kW)
- Audi 80 S (équipement de base, 55 kW)
- Audi 80 LS (intérieur de haute qualité, 55 et 63 kW)
- Audi 80 GLS (meilleur équipement, 55 et 63 kW)
- Audi 80 D (équipement de base, moteur diesel)
- Audi 80 LD (intérieur de haute qualité, moteur diesel)
- Audi 80 GLD (meilleur équipement, moteur diesel)
- Audi 80 GLE (meilleur équipement, moteur à injection de 81 kW)

### D'août 1981 à août 1984
- Audi 80 C (version de base)
- Audi 80 CL (équipement de base)
- Audi 80 GL (intérieur de haute qualité)
- Audi 80 CD (meilleur équipement) seulement avec moteur 1,9 l (carburateurs 5S jusqu'à l'année modèle 83 incluse) et 2,0 l (injection 5E à partir de l'année modèle 84) de 85 kW et moteur turbo-diesel de 1,6 l et 51 kW
- Audi 80 GTE (équipement sportif, uniquement avec moteur de 1,8 l et 82 kW, a remplacé la GLE à partir de l'année modèle 83. Modèle limité spécial "Sprinter und Langläufer" de 1984 avec de série, rétroviseur extérieur à droite, feu de brouillard arrière, vitrage isolant thermique vert, roues 6Jx14 à rayons en aluminium avec pneus 185/60R14 et Radio/cassette "Kassel Stéréo CR")
- Audi 80 GLE (meilleur équipement, moteur à injection de 1.6 l et 81 kW, remplacé par l'Audi 80 GTE à partir de l'année modèle 83)
- Audi 80 LC (modèle spécial de 1982, extérieurement similaire à l'Audi 80 C avec les housses de siège de l'Audi 80 CL, de série avec, appuie-tête arrière, phares antibrouillard et feux arrière antibrouillard)
- Audi 80 SC (modèle spécial de 1984, extérieurement similaire à l'Audi 80 GTE mais sans bas de caisse avant et arrière, pneus 175/70R13 avec gros enjoliveurs en plastique, housses de siège de l'Audi 80 GL, grande console centrale avec compartiment de rangement pour cassette et vitrage isolant thermique vert)
- Audi 80 quattro (uniquement avec transmission intégrale quattro et moteur 5 cylindres à injection de 100 kW (à partir de l'année modèle 83) ou, en tant que modèle économique, avec moteur 5 cylindres à injection de 85 kW à partir de l'année modèle 84)

### D'août 1984 à août 1986
- Audi 80 (équipement de base)
- Audi 80 CC (intérieur de haute qualité)
- Audi 80 CD (meilleur équipement, seulement en quatre portes)
- Audi 80 quattro (uniquement avec transmission intégrale quattro et 66 kW)
- Audi 80 CC quattro (extension de l'équipement, à partir d'août 1984)
- Audi 80 SC² (modèle spécial de 1986, comme l'Audi 80 CD, de série avec, vitrage isolant thermique vert, système de verrouillage centralisé, feu de brouillard arrière, boîte à gants éclairée, grande console centrale, grands accoudoirs à l'avant, appuie-tête et radio "gamma", seulement en quatre portes)
- Audi 80 GTE² (équipement sportif, uniquement avec moteur à injection de 81/82 kW, deux ou quatre portes)
- Audi 80 GT² (modèle spécial, uniquement pour l'année modèle 1986, ressemble à la GTE à l'intérieur, à l'exception des instrumentations supplémentaires manquants et des petits accoudoirs à l'avant, avec également des équipements sportifs - un moteur turbo diesel de 51 kW ou des moteurs essence jusqu'à 66 kW, seulement en quatre portes. Vers mi-1986, l'équipement a été à nouveau élargi avec des roues 6Jx14 en aluminium et des pneus 185/60R14, vitrage isolant thermique vert et feux de brouillard)
- Audi 80 CS (modèle spécial, uniquement disponible aux Pays-Bas et en Belgique)

²également disponible en version quattro

## Modèles d'exportation
L'Audi 80 B2 a été produite pour les États-Unis à partir de mars 1979 et proposée en Amérique du Nord sous le nom d'Audi 4000.
Les caractéristiques distinctives sont la gamme de moteurs, ainsi que l'équipement plus luxueux (correspondant au niveau de finition CD), qui diffère des modèles produits pour l'Europe, en raison des normes d'émission plus stricte aux États-Unis et du comportement d'achat des clients sur le marché nord-américain.
À partir du printemps 1983, elle était également disponible sous le nom d'Audi 4000 quattro.

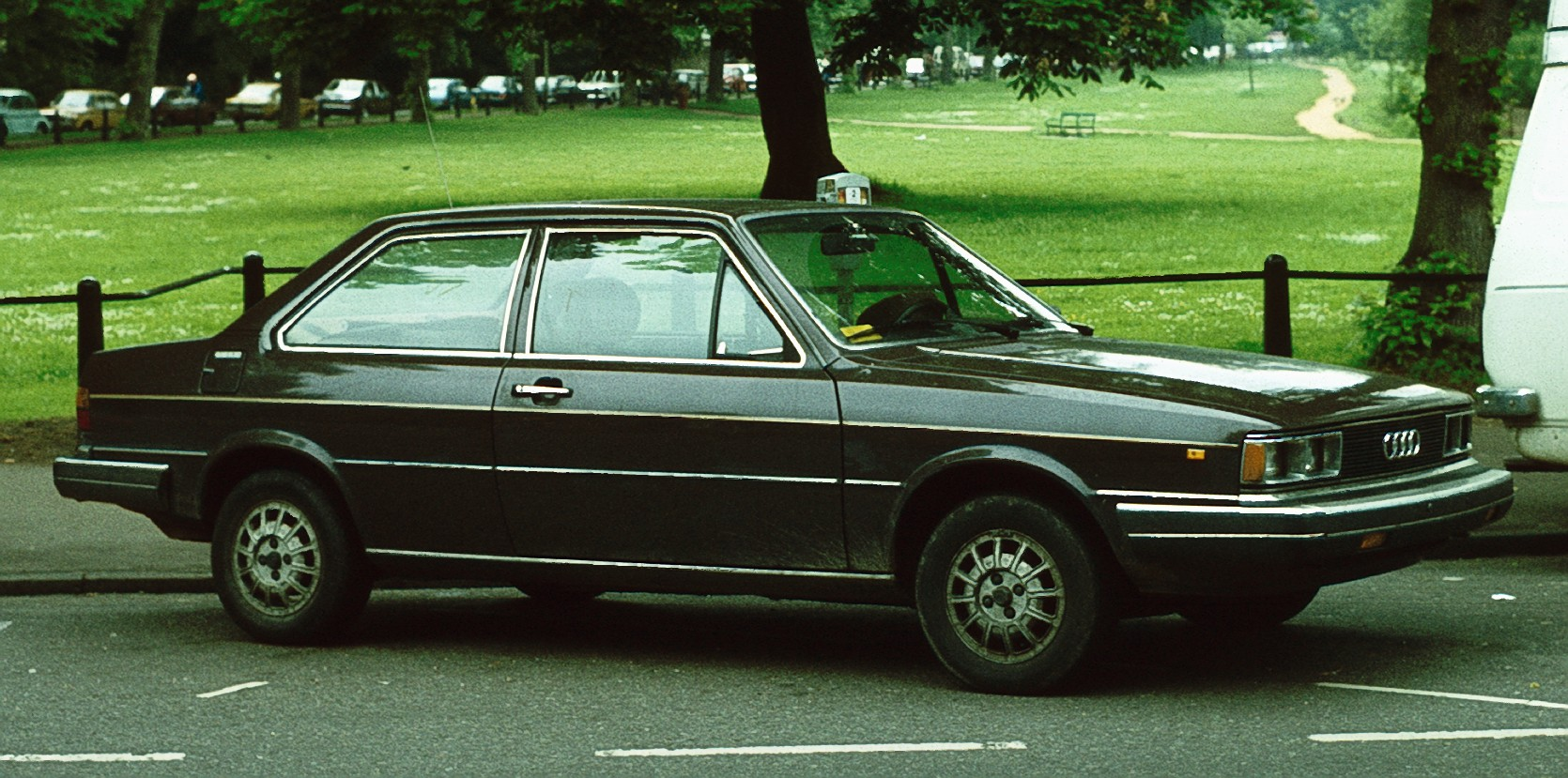
Audi 4000 (1979–1984)
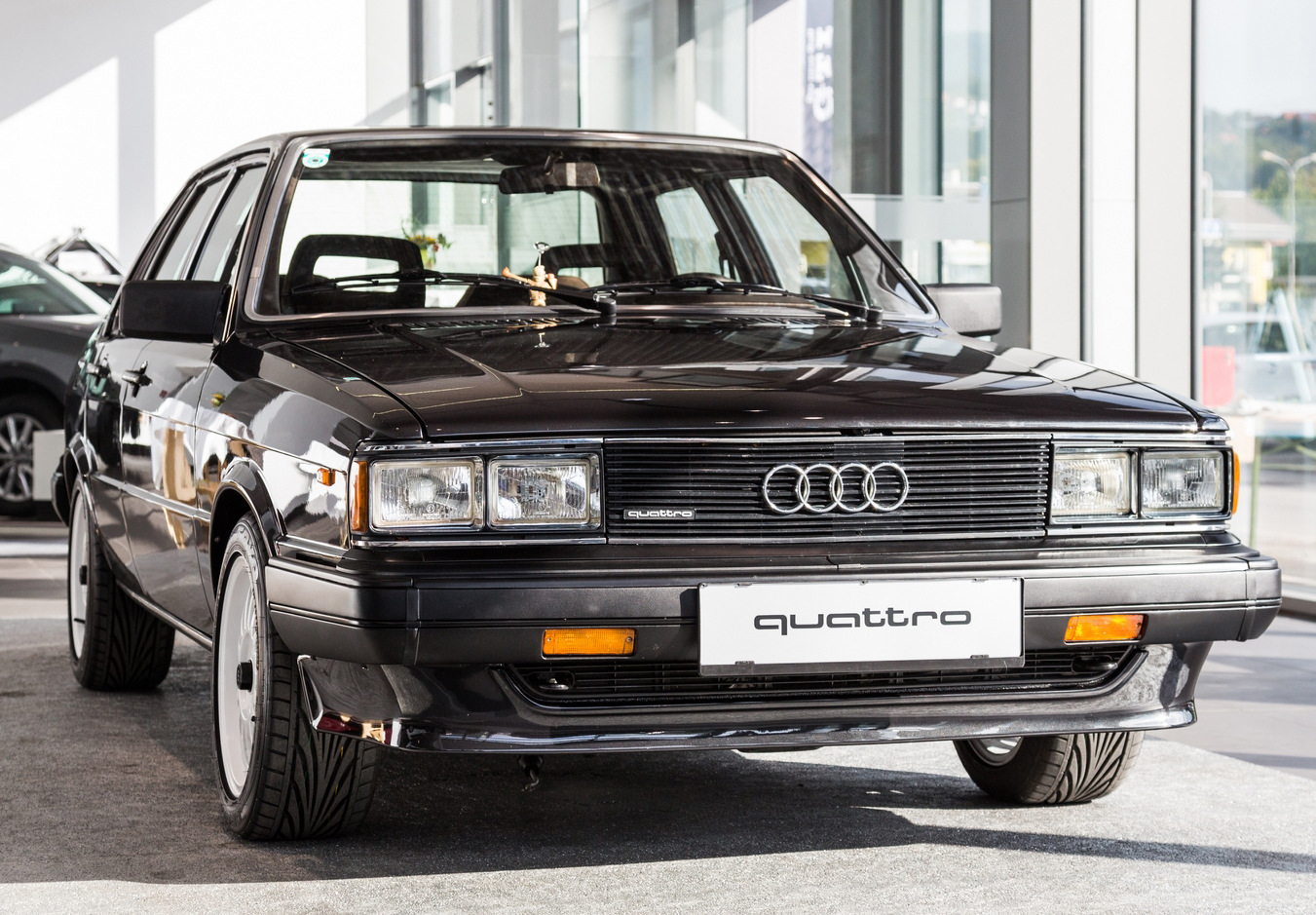
Audi 4000 S quattro
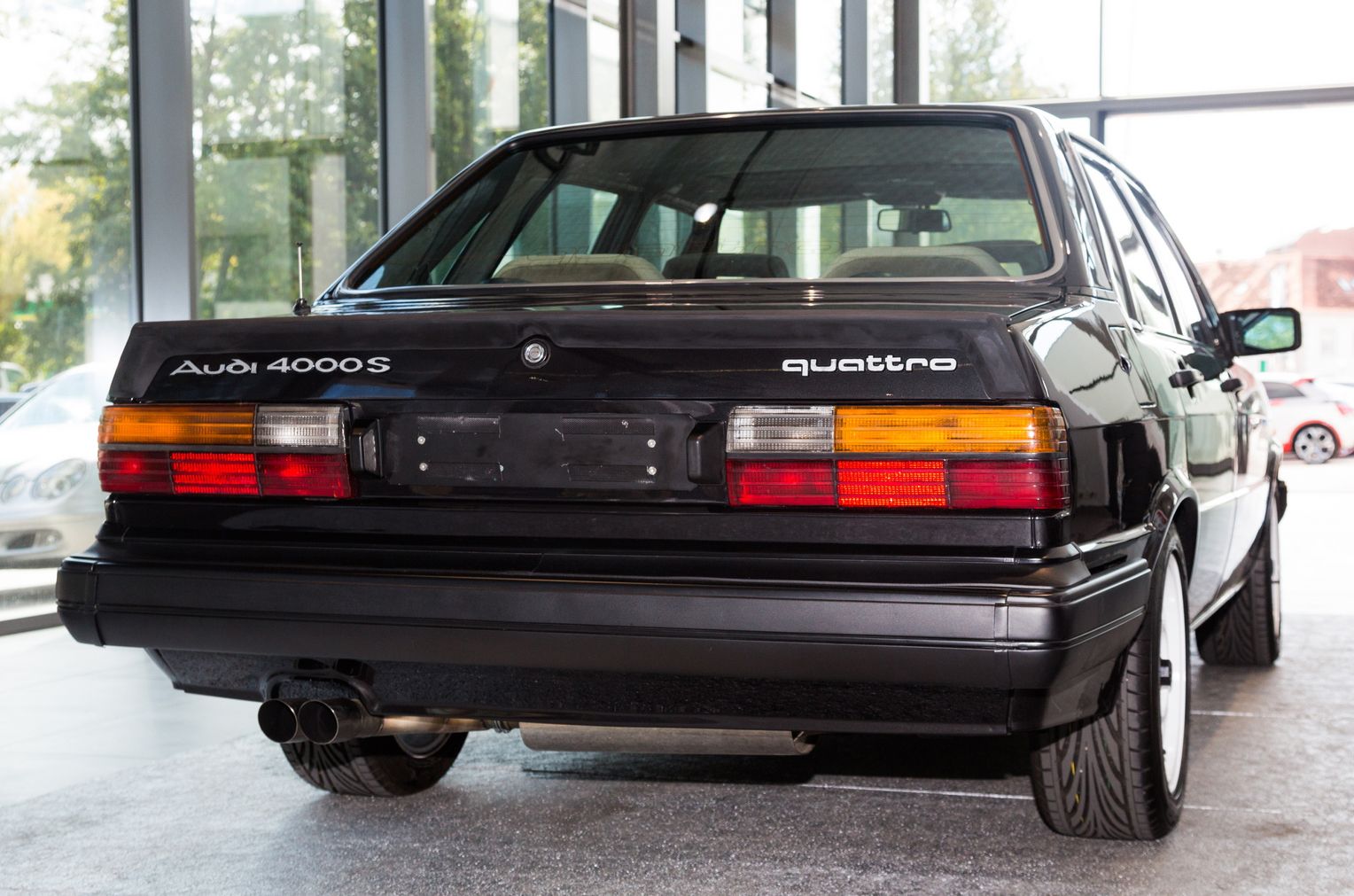
Vue arrière
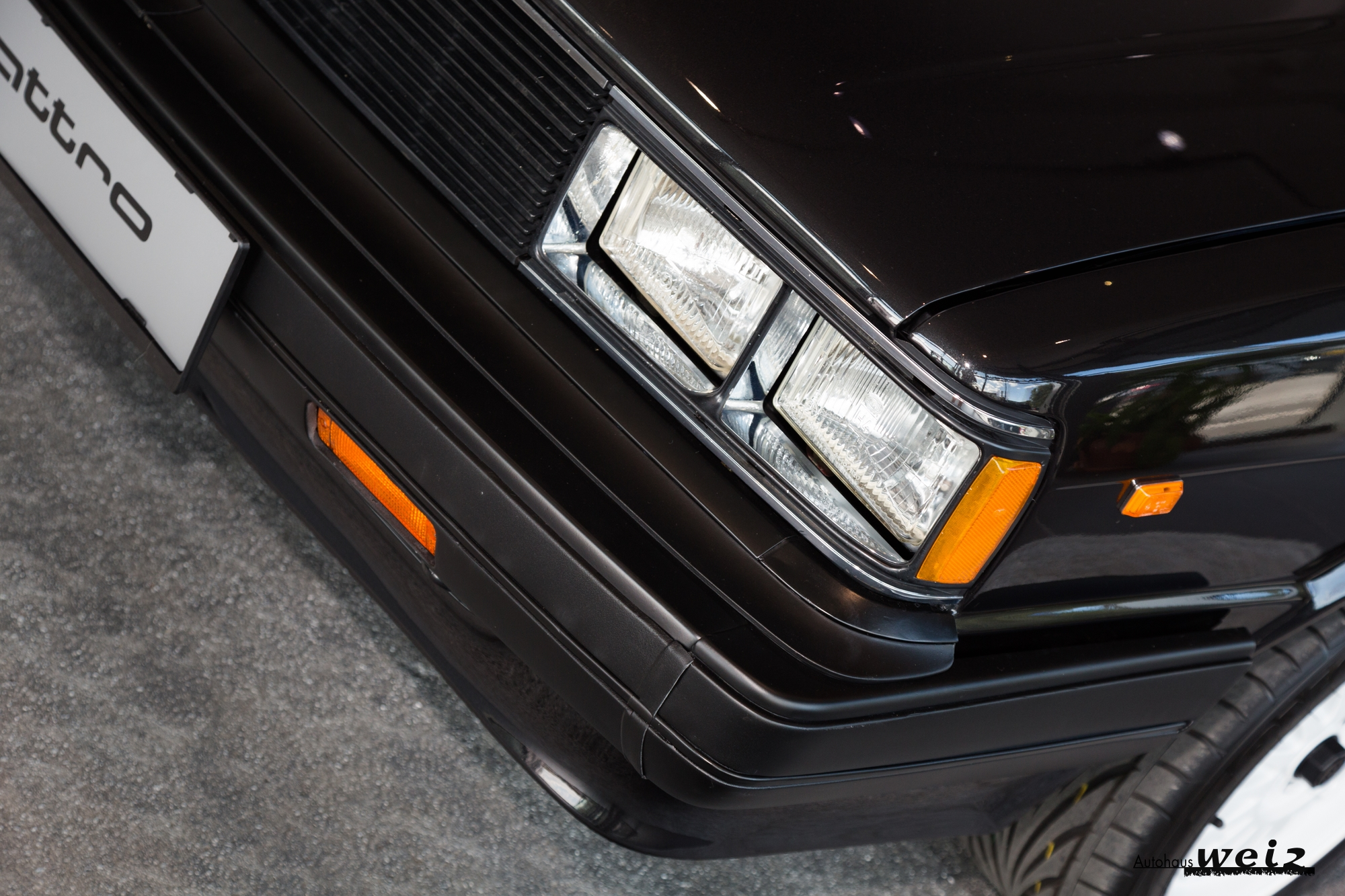
Doubles phares conformes aux normes américaines pour les faisceaux scellés

Les variantes suivantes y étaient disponibles :
| Modèle             | Cylindrée | Code moteur | Puissance        |
| ------------------ | --------- | ----------- | ---------------- |
| Audi 4000          | 1 715 cm3 | WT          | 55 kW (75 PS)    |
| Audi 4000S         | 2 144 cm3 | WE          | 74,5 kW (101 PS) |
| Audi 4000S         | 1 781 cm3 | MG          | 79 kW (107 PS)   |
| Audi 4000S quattro | 2 226 cm3 | JT          | 88 kW (120 PS)   |

## Sports mécaniques

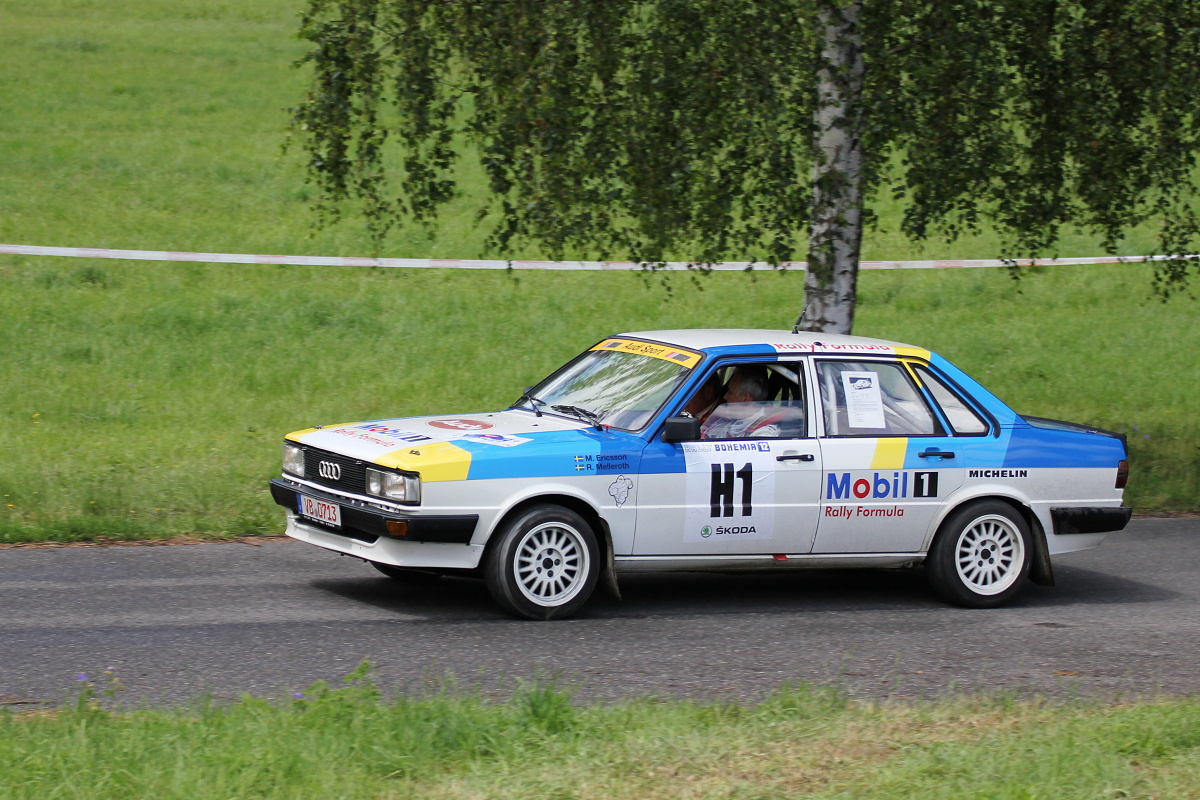
Audi 80 Quattro groupe A de 1983 en rallye

Avant même qu'Audi ne puisse remporter un grand succès en rallye avec l'Audi Quattro, l'Audi 80 GLE a été utilisée de 1979 à 1981 dans la Touring Cup à travers l'Europe. En 1980, le duo des pilotes Hans-Joachim Nowak / Willi Bergmeister (de) devient champion d'Europe des voitures de tourisme en division 2.

### Sources
- Informationsseite zum Audi 80 Typ 81/85
- Interessengemeinschaft zum Audi Typ 81/85
- Modellgeschichte Audi 80 Typ 81/85